# Nicci French

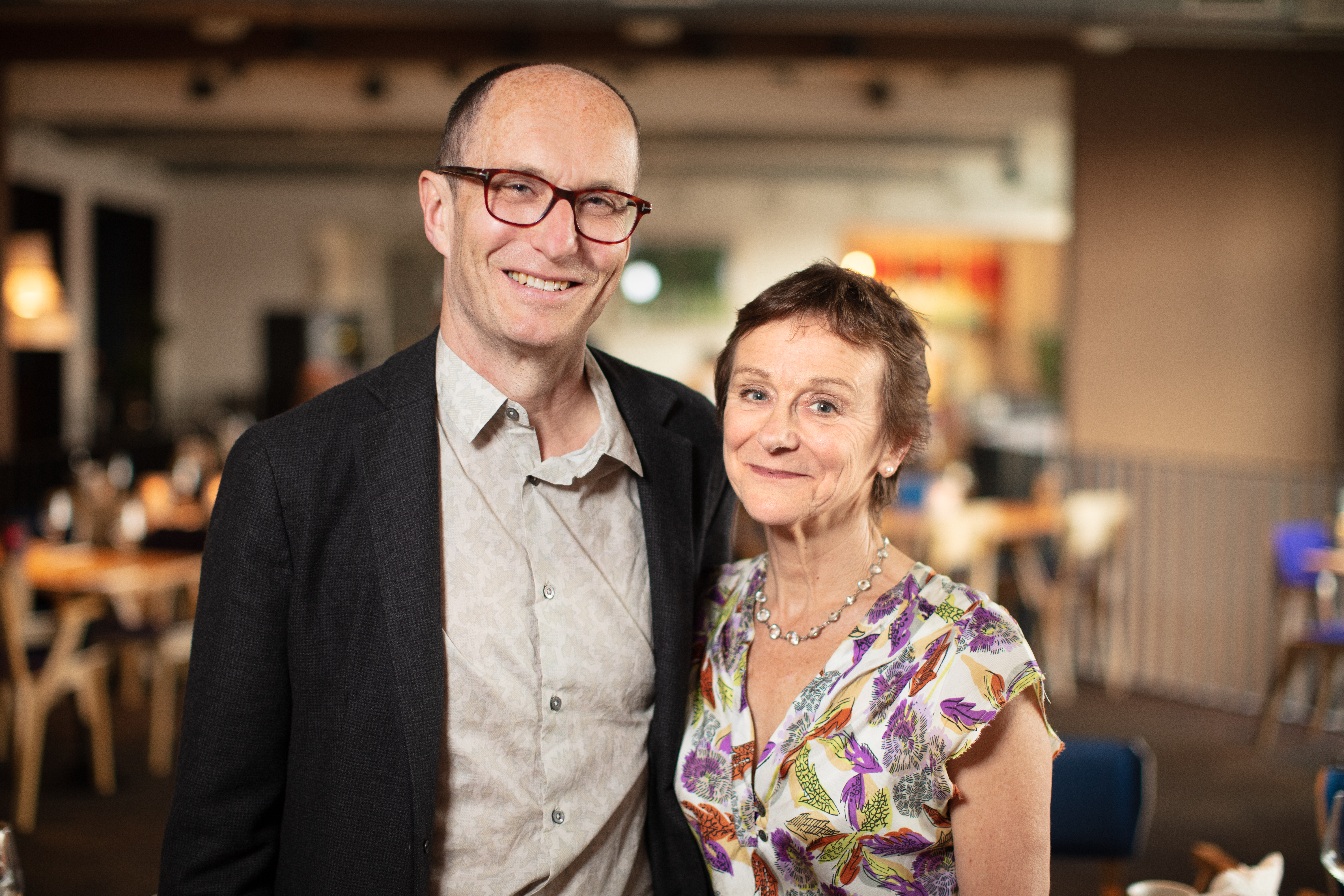
Nicci French (2018)

Hinter dem Pseudonym Nicci French verbirgt sich das in England lebende Autoren-Ehepaar Nicci Gerrard und Sean French. Das Paar hat sich durch Kriminalromane und Thriller einen Namen gemacht.
Nicci Gerrard (* 10. Juni 1958 in Worcestershire/Shropshire, England) studierte englische Literatur an der Universität Oxford und arbeitete danach als Lehrerin in Los Angeles und in London. Später gründete sie ein Frauenmagazin und arbeitete als freie Journalistin. Sie heiratete und bekam zwei Kinder in erster Ehe. Ihren zweiten Ehemann und Mitautor Sean French lernte sie bei der gemeinsamen journalistischen Arbeit für das Magazin New Statesman kennen. 1990 heirateten die beiden und bekamen zwei weitere Kinder.
Sean French (* 28. Mai 1959 in Bristol, England) studierte ebenfalls englische Literatur an der Universität Oxford und arbeitete danach ebenfalls als Journalist. Obwohl beide an der Universität Oxford zur gleichen Zeit englische Literatur studiert haben, lernten sie sich erst später kennen.
Zu ihrem Arbeitsstil sagt das Duo, dass sie gemeinsam recherchieren, diskutieren und planen, danach aber jeder für sich schreibt. Zu einem der erfolgreichsten Romane „Höhenangst“ (Killing Me Softly) erschien 2001 eine Verfilmung unter der Regie von Chen Kaige mit dem Titel Killing Me Softly. Kritisiert wurde die Verfilmung, da sie sich recht weit von Inhalt und Stil der Romanvorlage entfernte und so nur zu einer sehr durchschnittlichen Hollywood-Produktion wurde.
Ihren größten Erfolg bisher hatte das Autoren-Duo mit ihrer auf 8 Bände angelegten Thriller-Serie um die Psychotherapeutin Frieda Klein.

## Werke
- The Memory Game. 1997.
  - Der Glaspavillon. dt. von Petra Hrabak, Barbara Reitz und Christine Strüh. C. Bertelsmann, München 1997, ISBN 3-442-45549-9.
- The Safe House. 1998.
  - Ein sicheres Haus. dt. von Elke vom Scheidt. C. Bertelsmann, München 1998, ISBN 3-442-13357-2.
- Killing Me Softly. 1999.
  - Höhenangst. dt. von Birgit Moosmüller. C. Bertelsmann, München 1999, ISBN 3-442-05495-8.
- Beneath The Skin. 2000.
  - Der Sommermörder. dt. von Birgit Moosmüller. C. Bertelsmann, München 2000, ISBN 3-442-46138-3.
- The Red Room. 2001.
  - Das rote Zimmer. dt. von Birgit Moosmüller. Bertelsmann, München 2002, ISBN 3-442-45743-2.
- Land of the Living. 2002.
  - In seiner Hand. dt. von Birgit Moosmüller. C. Bertelsmann, München 2003, ISBN 3-442-45946-X.
- Secret Smile. 2003.
  - Der falsche Freund. dt. von Birgit Moosmüller. C. Bertelsmann, München 2004, ISBN 3-442-46176-6.
- Catch Me When I Fall. 2005.
  - Der Feind in deiner Nähe. dt. von Birgit Moosmüller. C. Bertelsmann, München 2008, ISBN 978-3-442-46576-7.
- Losing You. 2006.
  - Acht Stunden Angst. dt. von Birgit Moosmüller. C. Bertelsmann, München 2007, ISBN 978-3-442-46848-5.
- Until It's Over. 2008.
  - Bis zum bitteren Ende. dt. von Birgit Moosmüller. C. Bertelsmann, München 2008, ISBN 978-3-442-47185-0.
- What to Do When Someone Dies. 2008.
  - Seit er tot ist. dt. von Birgit Moosmüller. C. Bertelsmann, München 2009, ISBN 978-3-570-00940-6.
- Complicit. 2010. (US-Titel: The Other Side of the Door)
  - Die Komplizin. dt. von Birgit Moosmüller. C. Bertelsmann, München 2011, ISBN 978-3-570-10053-0.
- The Lying Room. 2019.
  - Was sie nicht wusste. dt. von Birgit Moosmüller. C. Bertelsmann, München 2020, ISBN 978-3-570-10377-7.
- House of Correction. 2020.
  - Eine bittere Wahrheit. dt. von Birgit Moosmüller. C. Bertelsmann, München 2020, ISBN 978-3-570-10378-4.
- The Unheard. 2021.
  - Ein dunkler Abgrund. dt. von Birgit Moosmüller. Penguin, München 2021, ISBN 978-3-328-10958-7.
- The Favour. 2022.
  - Tödliche Schuld. dt. von Birgit Moosmüller. Penguin, München 2022, ISBN 978-3-328-11066-8.

### Frieda-Klein-Reihe
- Blue Monday. 2011.
  - Blauer Montag. dt. von Birgit Moosmüller. C. Bertelsmann, München 2011, ISBN 978-3-570-10082-0.
- Tuesday's Gone. 2012.
  - Eisiger Dienstag. dt. von Birgit Moosmüller. C. Bertelsmann, München 2012, ISBN 978-3-570-10083-7.
- Waiting for Wednesday. 2013.
  - Schwarzer Mittwoch. dt. von Birgit Moosmüller. C. Bertelsmann, München 2013, ISBN 978-3-570-10164-3.
- Thursday´s Children. 2014.
  - Dunkler Donnerstag. dt. von Birgit Moosmüller. C. Bertelsmann, München 2014, ISBN 978-3-570-10165-0.
- Friday on my Mind. 2015.
  - Mörderischer Freitag. dt. von Birgit Moosmüller. C. Bertelsmann, München 2015, ISBN 978-3-570-10231-2.
- Saturday Requiem. 2016.
  - Böser Samstag. dt. von Birgit Moosmüller. C. Bertelsmann, München 2016, ISBN 978-3-570-10228-2.
- Sunday Morning Coming Down. 2017.
  - Blutroter Sonntag. dt. von Birgit Moosmüller. C. Bertelsmann, München 2017, ISBN 978-3-570-10316-6.
- Day of the Dead. 2018.
  - Der achte Tag. dt. von Birgit Moosmüller. C. Bertelsmann, München 2018, ISBN 978-3-570-10317-3.